# Hōtō
Hōtō (餺飥 (ほうとう, bác thác)]) là một món mì súp và món địa phương nổi tiếng nguồn gốc từ Yamanashi, Nhật Bản là bằng cách hầm mì udon dẹt và rau củ trong xúp miso. Mặc dù hōtō được biết đến như là một biến thể của udon, người dân địa phương không cho rằng nó là một món mì udon bởi bột nhồi được chuẩn bị giống kiểu sủi cảo hơn là kiểu mì.